# Ken Park
A Ken Park 2002-ben bemutatott amerikai–francia–holland erotikus filmdráma, melyet Larry Clark és Edward Lachman rendezett. A forgatókönyvet Harmony Korine írta, részben Clark önéletrajzi ihletésű feljegyzései alapján. A főbb szerepekben Tiffany Limos, James Bullard, Stephen Jasso és James Ransone látható.
A kaliforniai Visaliában élő kamaszok diszfunkcionális életét bemutató mű vegyes kritikákat kapott. Ausztráliában betiltották, amiért valódi, nem imitált szexjeleneteket tartalmaz.

## Cselekmény
A címszereplő tizenéves Ken Park egy gördeszkapályán felállít egy kamerát, majd mosolyogva főbe lövi magát. A film négy olyan kortársa életét követi nyomon, akik mind ismerték őt.
Shawn viszonylag rendezett életű srác. A történet során barátnője, Hannah házas édesanyjával, Rhondával tart fenn szexuális viszonyt. A család többi tagja jó kapcsolatban áll Shawnnal és senki nem tud a fiú és az asszony titkos légyottjairól. 
Claude a bántalmazó, alkoholista apja miatt szenved, aki szégyelli és nem tartja elég férfiasnak őt. Terhes anyja nem avatkozik közbe, hanem passzívan figyeli férje durva viselkedését. Amikor egy este a férfi részegen megy haza és megpróbálja orálisan kielégíteni Claude-ot, a fiú elmenekül otthonról.
Peaches félárva lány, édesanyja halála óta megszállott, vallási fanatikus apjával él, aki a lányban halott feleségének ártatlan megtestesülését látja. Az apa rajtakapja Peachest és annak barátját, Curtist az ágyban – összeveri a fiút, majd lányát arra kényszeríti, hogy egy vérfertőző esküvői ceremónia keretein belül menjen feleségül saját apjához.
Tate labilis lelkiállapotú, szadista kamasz, nagyszüleivel él. Megveti az idős házaspárt és verbálisan bántalmazza őket. Végül megöli nagyszüleit, megtorlásképpen az őt ért apró bosszúságok miatt és a véres gyilkosság felizgatja őt. Ezután egy hangfelvételen részletesen elmeséli tettét, a rendőrség hamarosan rátalál és letartóztatják.
A film legvégén Shawn, Claude és Peaches hármasban szexelnek, utána egy barkochba játékban utalnak egy halott személyre, akit mindannyian ismertek. A történet visszavált a főcímre, majd az előtte történt eseményekre: Ken teherbe ejtette barátnőjét és kénytelen volt munkát vállalni egy hotdogárusnál. A gördeszkaparkban az abortusz lehetőségéről beszélgetnek, a lány felteszi neki a kérdésre, melyre Ken nem válaszol: örült-e volna, ha annak idején az ő anyja elveteti őt?

## Szereplők
| Színész             | Szerep              | Magyar hang     |
| ------------------- | ------------------- | --------------- |
| Tiffany Limos       | Peaches             | Zsigmond Tamara |
| James Bullard       | Shawn               | Molnár Levente  |
| Stephen Jasso       | Claude              | Simonyi Balázs  |
| James Ransone       | Tate                | Dolmány Attila  |
| Adam Chubbuck       | Ken Park            |                 |
| Maeve Quinlan       | Rhonda              | Spilák Klára    |
| Amanda Plummer      | Claude terhes anyja | Keönch Anna     |
| Wade Williams       | Claude apja         | Barbinek Péter  |
| Julio Oscar Mechoso | Peaches apja        | Orosz István    |
| Richard Riehle      | "Murph" Murphy      | Palóczy Frigyes |
| Bill Fagerbakke     | Bob                 | Németh Gábor    |
| Eddie Daniels       | Shawn anyja         |                 |
| Seth Gray           | Shawn öccse         | Váradi Márk     |
| Patricia Place      | Tate nagyanyja      | Bessenyei Emma  |
| Harrison Young      | Tate nagyapja       | Kajtár Róbert   |
| Zara McDowell       | Zoe                 | Váradi Petra    |
| Mike Apaletegui     | Curtis              | Dányi Krisztián |
| Larry Clark         | hotdogárus          |                 |

## Fordítás
- Ez a szócikk részben vagy egészben  a   Ken Park című angol Wikipédia-szócikk ezen változatának fordításán alapul.  Az eredeti cikk szerkesztőit annak laptörténete sorolja fel. Ez a jelzés csupán a megfogalmazás eredetét és a szerzői jogokat jelzi, nem szolgál a cikkben szereplő információk forrásmegjelöléseként.